# Sherwood Mangiapane
Sherwood August Mangiapane (New Orleans, 1 oktober 1912 - aldaar, 23 januari 1992) was een Amerikaanse jazz-bassist (brass bass en string bass). Ook speelde hij tuba.
Hij was de zoon van Angelo Mangiapane and Ella May Haemer, hij trouwde Katherine Defore en kreeg een kind.
Mangiapane, een muzikant met een Italiaanse achtergrond, was een autodidact. Hij werkte onder andere samen met Johnny Wiggs, Papa Jack Laine, Raymond Burke, Jack Delaney, Muggsy Spanier, Tony Almerico, Doc Evans en Edmond Souchon. Hij werkte in de periode 1950-1983 mee aan meer dan veertig plaatopnames, onder meer van Wiggs, Alvin Alcorn en Blue Lu Barker.
- Bibliothèque nationale de France: cb13948793n (data)
- Library of Congress Control Number: n94037785
- MusicBrainz: 07751a76-aa5b-46d0-befd-039897ed47de
- Virtual International Authority File: 34648873
- WorldCat: E39PBJtxgMVByTwDfQxtg9yWXd